# Phyllis Roberts
Phyllis Kathleen Roberts nascida Aspden (Londres, 11 de junho de 1916) foi uma escultora e pintora britânica, tendo-se focado principalmente de retratos.
Roberts nasceu em Londres e estudou na Hornsey School of Art. Ao longo da sua carreira expôs na Royal Academy de Londres, em várias galerias comerciais notáveis na Grã-Bretanha e na França no Salão de Paris. No Salão, ganhou uma medalha de prata em 1959 e uma medalha de ouro em 1964. Foi um membro eleito do Royal Institute of Oil Painters e também exibiu trabalhos com a Contemporary Portrait Society e a Royal Society of Portrait Painters. Durante um período de tempo morou em Aldwick, em Sussex.
O Royal Institute of Oil Painters concede um prémio anual Phyllis Roberts em memória da artista. Este prémio é dado a um artista promissor com menos de 30 anos.